# Lillooet Ranges
Die Lillooet Ranges sind die südöstlichste Teilkette der Pacific Ranges in den Coast Mountains von British Columbia. Sie liegen zwischen dem Lillooet River und dem Harrison Lake im Westen und dem Canyon des Fraser River im Osten sowie dem Tieflandtal desselben im Süden. Das nördliche Ende liegt ungefähr am Anderson Lake und am Seton Lake.
Die Lillooet Ranges bedecken ungefähr 8.100 km². Die Kette ist extrem zerklüftet und durch große Höhenunterschiede gekennzeichnet. Einige der höchsten Gipfel im südwestlichen British Columbia sind hier zu finden. Der höchste davon ist der Skihist Mountain (2968 m), der die Cantilever Range im Zentrum der Kette krönt. Er liegt westlich der Gemeinde Lytton am Zusammenfluss des Thompson River und des Fraser River. Die nördlichste Teilkette der Lillooet Ranges ist die Cayoosh Range, in welcher der zweithöchste Gipfel der Lillooet Ranges zu finden ist, ein namenloser 2855 m hoher Berg genau südlich des Seton Lake und etwa 20 km westsüdwestlich der Stadt Lillooet. Nordöstlich des Harrison Lake thront Mount Breakenridge (2395 m), welcher ein hohes lokales Risiko für einen durch einen Bergrutsch ausgelösten Megatsunami des gesamten Gebietes darstellt.
Innerhalb der Grenzen der Lillooet Ranges gibt es eine Reihe von Provincial Parks und Erholungsgebieten. Das größte und bedeutendste ist der Stein Valley Nlaka'pamux Heritage Park, welcher das gesamte Einzugsgebiet des Stein River einnimmt, unmittelbar westlich von Lytton und östlich von Pemberton-Mount Currie. "The Stein" ist die größte urwaldbedeckte Wasserscheide in den Coast Mountains, welche, wie der Rest der Lillooet Ranges, im Westen von küstennahen alpinen Flächen und wüstenähnlichen, trockenen Canyons im Osten geprägt ist.
Es gibt nur einen Highway, der die Lillooet Ranges quert, den Highway 99 von Pemberton nach Lillooet durch das Tal des Cayoosh Creek. Das Gebiet nördlich des Highway wird als Cayoosh Range bezeichnet.
Den Hauptteil der Entwässerung vollständig innerhalb der Lillooet Ranges besorgen der Cayoosh Creek, der Stein River, der Nahatlatch River und der Silver River (auch als Big Silver River bekannt). Viele kleinere Flüsse sind, wenngleich von beachtlicher Größe, hier nicht aufgeführt.